# Aeroportul Ozar
Aeroportul Ozar (IATA: ISK, ICAO: VAOZ) este un aeroport din Ozar⁠(d), Nashik district⁠(d), Nashik division⁠(d), Maharashtra, India ce deservește zona Nashik. Aeroportul a fost tranzitat în decembrie 2022 de 12.698 de pasageri.
Situat la o altitudine de 579 m, aeroportul dispune de o singură pistă.